# Gymnelia pavo
Gymnelia pavo är en fjärilsart som beskrevs av George Francis Hampson 1914. Gymnelia pavo ingår i släktet Gymnelia och familjen björnspinnare. Inga underarter finns listade i Catalogue of Life.